# Yang Lung-hsiang
Yang Lung-hsiang (* 13. September 1996) ist ein taiwanischer Sprinter.

## Sportliche Laufbahn
Erste internationale Erfahrungen sammelte Yang Lung-hsiang im Jahr 2014, als er bei den Juniorenasienmeisterschaften in Taipeh im 400-Meter-Lauf mit 49,67 s in der ersten Runde ausschied und mit taiwanesischen 4-mal-400-Meter-Staffel im Vorlauf zum Einsatz kam. Im Jahr darauf nahm er erstmals an den Asienmeisterschaften in Wuhan teil, scheiterte dort aber mit 48,30 s im Vorlauf. 2017 erreichte er bei den Asienmeisterschaften in Bhubaneswar mit der Staffel in 3:06,51 min Rang vier. Anschließend schied er bei der Sommer-Universiade in Taipeh mit 47,95 s in der Vorrunde aus und wurde mit der Staffel im Finale disqualifiziert. Im Jahr darauf nahm er an den Asienspielen in Jakarta teil und erreichte dort im Einzelbewerb das Halbfinale und schied dort mit 47,37 s aus, während er mit der Staffel mit 3:08,76 min nicht das Finale erreichte. 2019 nahm er erneut an den Studentenweltspielen in Neapel teil und schied dort mit 46,67 s im Halbfinale aus.

## Persönliche Bestzeiten
- 200 Meter: 21,65 s (−0,8 m/s), 18. März 2016 in Taipeh
- 400 Meter: 46,48 s, 29. April 2019 in Chiayi